# Campionati europei di canoa/kayak sprint 1965
I Campionati europei di canoa/kayak sprint 1965 sono stati l'8ª edizione della competizione continentale. Si sono svolti a Bucarest, in Romania. Gli atleti hanno preso parte a 16 eventi in totale, 13 gare maschili e 3 femminili.

## Medagliere
| Pos.   | Paese            | Oro | Argento | Bronzo | Totale |
| ------ | ---------------- | --- | ------- | ------ | ------ |
| 1      | Romania          | 6   | 4       | 1      | 11     |
| 2      | Unione Sovietica | 5   | 6       | 2      | 13     |
| 3      | Ungheria         | 2   | 3       | 4      | 9      |
| 4      | Germania Est     | 1   | 2       | 2      | 5      |
| 5      | Germania Ovest   | 1   | 0       | 5      | 6      |
| 6      | Danimarca        | 1   | 0       | 1      | 2      |
| 7      | Polonia          | 0   | 1       | 0      | 1      |
| 8      | Svezia           | 0   | 0       | 1      | 1      |
| Totale | Totale           | 16  | 16      | 16     | 48     |

## Podi

### Uomini
| Evento           | Oro                                                                           | Perform. | Argento                                                                          | Perform. | Bronzo                                                                             | Perform. |
| Canoa C-1 1000M  | Detlef Lewe                                                                   | 4:21,68  | Igor Lipalit                                                                     | 4:24,92  | Jürgen Eschert                                                                     | 4:26,91  |
| Canoa C-1 10000M | Andrei Igorov                                                                 | 52:58,10 | Michail Zamotin                                                                  | 53:04,41 | Herbert Koschnik                                                                   | 54:23,21 |
| Canoa C-2 1000M  | Unione Sovietica Stefan Oščepkov Andrij Chimič                                | 3:59,53  | Unione Sovietica Vitalij Galkov Michail Zamotin                                  | 4:03,44  | Danimarca John Sørensen Per Nielsen                                                | 4:04,71  |
| Canoa C-2 10000M | Unione Sovietica Valerij Dribas Andrij Chimič                                 | 48:42,50 | Romania Simion Ismailciuc Lavrente Sidorov                                       | 49:07,50 | Romania Serghei Covaliov Lavrente Kalinov                                          | 49:15,46 |
| Kayak K-1 500M   | Aurel Vernescu                                                                | 1:51,32  | Dieter Krause                                                                    | 1:52,41  | Rolf Peterson                                                                      | 1:52,61  |
| Kayak K-2 500M   | Romania Dimitrie Ivanov Vasilie Nicoarǎ                                       | 1:42,20  | Unione Sovietica Vladimir Obracov Georgij Karjučin                               | 1:44,30  | Ungheria György Mészáros András Szente                                             | 1:44,35  |
| Canoa K-1 4X500M | Romania Dimitrie Ivanov Vasilie Nicoarǎ Aurel Vernescu Atanase Sciotnic       | 7:36,08  | Germania Est Klaus-Uwe Will Dieter Krause Friedhelm Wentzke Jürgen Seibt         | 7:38,46  | Ungheria András Szente László Kovács György Mészáros Mihály Hesz                   | 7:38,83  |
| Kayak K-1 1000M  | Erik Hansen                                                                   | 3:51,08  | Imre Kemecsey                                                                    | 3:53,61  | Imre Szöllősi                                                                      | 3:54,21  |
| Kayak K-2 1000M  | Romania Dimitrie Ivanov Vasilie Nicoarǎ                                       | 3:30,35  | Romania Aurel Vernescu Atanase Sciotnic                                          | 3:31,29  | Ungheria László Fábián Imre Szöllősi                                               | 3:32,01  |
| Kayak K-1 10000M | László Ürögi                                                                  | 47:07,88 | Mihály Hesz                                                                      | 47:13,59 | Avery Matkava                                                                      | 47:17,00 |
| Kayak K-2 10000M | Ungheria Imre Szöllősi László Fábián                                          | 42:46,04 | Ungheria Zoltan Novotny Csaba Giczy                                              | 43:37,35 | Germania Est Edmond Frenzel Peter Ebeling                                          | 43:50,38 |
| Kayak K-4 1000M  | Romania Dimitrie Ivanov Vasilie Nicoarǎ Andrei Conţolenco Ion Terente         | 3:17,20  | Romania Mihai Țurcaș Casile Husarenko Aurel Vernescu Atanase Sciotnic            | 3:17,10  | Germania Ovest Bernard Schultze Ernst Blasek Erich Kemnitz Erich Suhrbier          | 3:18,60  |
| Kayak K-4 10000M | Germania Est Günter Holzvoigt Siegwart Karbe Wolfgang Finger Wolfgang Niedrig | 38:47,67 | Unione Sovietica Igor' Pisarev Ibragim Chasanov Avery Matkava Konstantin Nazarov | 38:50,99 | Unione Sovietica Anatolij Grišin Volodymyr Morozov Vjačeslav Ionov Nikolaj Čužikov | 39:15,35 |

### Donne
| Evento    | Oro                                                                                   | Perform. | Argento                                                                          | Perform. | Bronzo                                                                  | Perform. |
| Kayak K-1 | Ljudmila Chvedosjuk                                                                   | 2:13,99  | Antonina Seredina                                                                | 2:15,00  | Renate Breur                                                            | 2:18,15  |
| Kayak K-2 | Unione Sovietica Marija Šubina Antonina Seredina                                      | 1:54,86  | Unione Sovietica Nadežda Levčenko Ljudmila Chvedosjuk                            | 1:55,07  | Germania Ovest Elke Felten Roswitha Esser                               | 1:55,27  |
| Kayak K-4 | Unione Sovietica Ljudmila Chvedosjuk Antonina Seredina Marija Šubina Nadežda Levčenko | 1:44,03  | Polonia Izabella Antonowicz Jadwiga Doering Ivana Szydlowska Agnieszka Wyszyńska | 1:46,44  | Germania Ovest Elke Felten Roswitha Esser Irene Pepinghege Renate Breur | 1:51,10  |